# Michael Reusch
Michael Reusch (3 februari 1914 - 6 april 1989) was een Zwitsers turner. 
Reusch nam deel aan de Olympische Zomerspelen 1936 en won daar de zilveren medaille in de landenwedstrijd en aan de rekstok. Reusch won tijdens de wereldkampioenschappen van 1938 drie wereldtitel en twee zilveren medailles. Reusch nam na de Tweede Wereldoorlog voor de tweede maal deel aan de Olympische Zomerspelen en won daar wederom zilver in de landenwedstrijd en de gouden medaille aan de brug.

## Resultaten

### Olympische Zomerspelen
| Jaar | Plaats  | Resultaten                                                                                                |
| ---- | ------- | --- |
| 1936 | Berlijn | in de landenwedstrijd aan de brug 5e in de meerkamp 7e op sprong 6e aan de ringen 7e op paard voltige     |
| 1948 | Londen  | aan de brug in de landenwedstrijd aan de ringen 18e in de meerkamp 12e aan de rekstok 7e op paard voltige |

### Wereldkampioenschappen turnen
| Jaar | Plaats | Resultaten                                                                                  |
| ---- | ------ | ------------------------------------------------------------------------------------------- |
| 1938 | Praag  | aan de rekstok · op het paard voltige · aan de brug · aan de ringen · in de landenwedstrijd |

1896: Alfred Flatow ·
1904: George Eyser ·
1924: August Güttinger ·
1928: Ladislav Vácha ·
1932: Romeo Neri ·
1936: Konrad Frey ·
1948: Michael Reusch ·
1952: Hans Eugster ·
1956: Viktor Tsjoekarin ·
1960: Boris Sjachlin ·
1964: Yukio Endo ·
1968: Akinori Nakayama ·
1972: Sawao Kato ·
1976: Sawao Kato ·
1980: Aleksandr Tkatsjov ·
1984: Bart Conner ·
1988: Vladimir Artemov ·
1992: Vitali Tsjerbo ·
1996: Roestam Sjaripov ·
2000: Li Xiaopeng ·
2004: Valeri Gontsjarov ·
2008: Li Xiaopeng · 
2012: Feng Zhe · 
2016: Oleg Vernjajev · 
2020: Zou Jingyuan · 
2024: Zou Jingyuan